# Лилиенталь (посёлок)
Лилиенталь (нем. Lilienthal) — община в Германии, в земле Нижняя Саксония.
Входит в состав района Остерхольц. Население составляет 18 364 человека (на 31 декабря 2010 года). Занимает площадь 72,03 км². В коммуне располагалась одна из крупнейших европейских обсерваторий начала 19 века — обсерватория Шрётера.
С 2014 года в Лилиенталь курсируют трамваи по новой пригородной линии из Бремена. Трамвайная линия 4 была продлена от кольца Боргфельд в Бремене до кольца Лилиенталь в Нижней Саксонии. Бременская трамвайная линия 4 сегодня пересекает границу федеральных земель.  

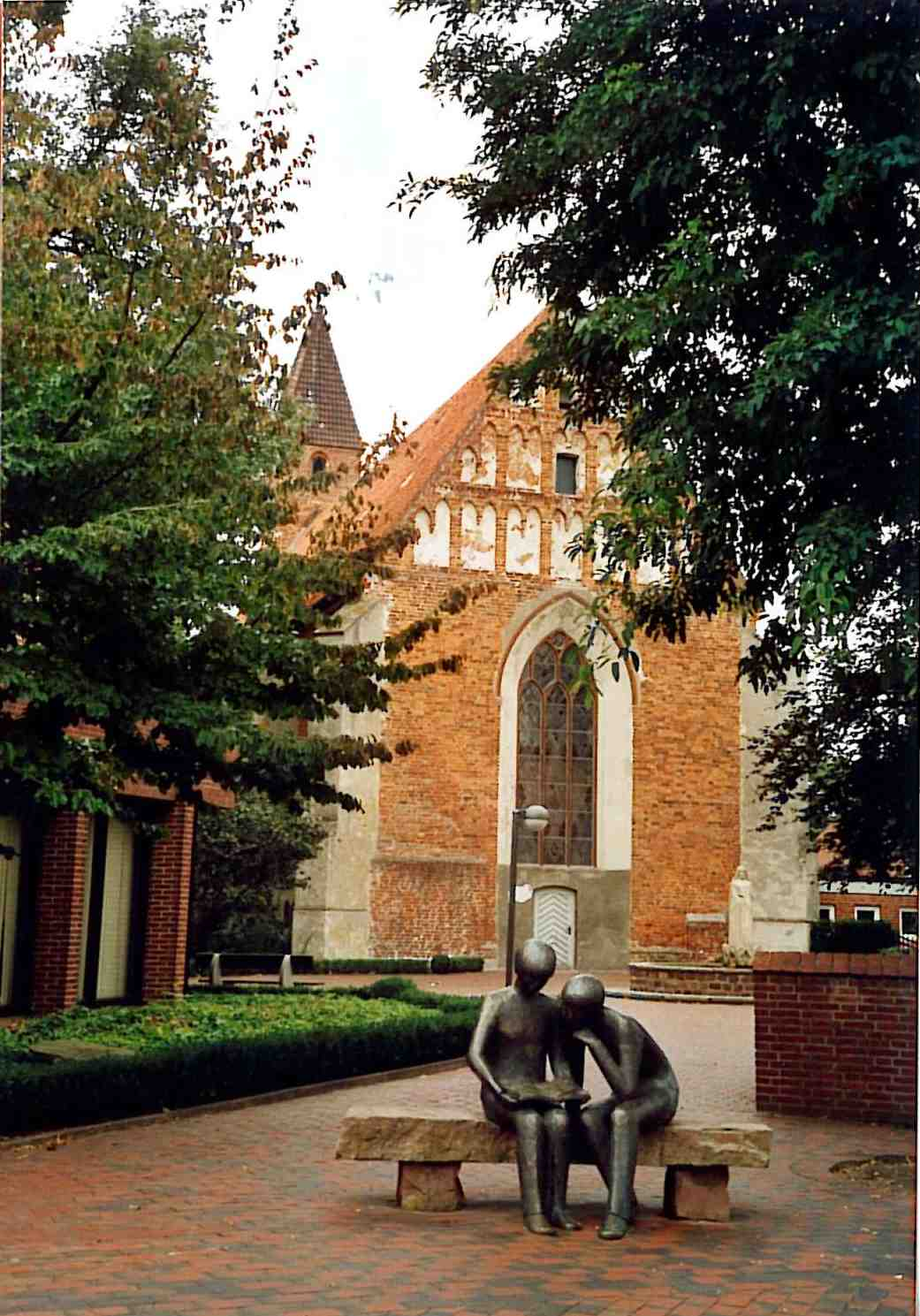
Лилиенталь